# سوبر ماريو برذرز 2
سوبر ماريو برذرز 2، (بالإنجليزية: Super Mario Bros. 2)‏ هي لعبة فيديو منصات تم تطويرها ونشرها بواسطة نينتندو لنظام نينتندو إنترتينمنت سيستم. تم إصدار اللعبة لأول مرة في أمريكا الشمالية في أكتوبر 1988، وفي منطقة بال في العام التالي. تم إعادة تصنيعها أو إعادة إصدارها للعديد من أجهزة ألعاب الفيديو.
اللعبة هي نتاج دائرة من التأثيرات بعد النجاح الباهر الذي حققته سوبر ماريو برذرز (1985). يعتمد النموذج الأولي للتكملة على لاعبين متعاونين يرفعان بعضهما البعض ويلقيان ببعضهما البعض، ويرفعان الأشياء ويكدسونها، ويمرران الشاشة لأعلى - وهو تصميم معقد للغاية بالنسبة لأجهزة فاميكوم ولعبة غير مرضية. تم تأجيل هذا المفهوم الطموح لصالح ترقية أسرع لمحرك سوبر ماريو برذرز الأصلي، الذي تم إصداره في اليابان باعتباره سوبر ماريو برذرز 2. استأنف فريق ماريو تطوير النموذج الأولي للعبة مؤقتة أخرى، يومي كوجو: دوكي دوكي بانك (1987). بدلاً من رسومات ماريو، تم تمييز لعبة المغامرات هذه بشخصيات وموضوعات معرض تكنولوجيا تلفزيون فوجي المسمى يومي كوجو '87 (مضاءة «مصنع الأحلام»). قررت شركة نينتندو أمريكا أن لعبة سوبر ماريو برذرز 2 اليابانية صعبة للغاية وتشبه إلى حد كبير لعبة سوبر ماريو برذرز، بحيث لا تستحق إطلاقها في السوق الأمريكية المنهارة مؤخرًا. لذلك، أخيرًا بناءً على إلهام النموذج الأولي وإنشاء تكملة رسمية ثانية، قامت نينتندو بتعديل يومي كوجو: دوكي دوكي بانك ليصبح الإصدار الدولي لـ سوبر ماريو برذرز 2 (1988).
نجحت اللعبة نجاحا تجاريا، أعيد إصدار سوبر ماريو برذرز 2 الدولية في اليابان من أجل فاميكوم باسم سوبر ماريو يو إس أي (بالإنجليزية: Super Mario USA)‏ (1992)، كجزء من مجموعة سوبر ماريو أول-ستارز (1993) للسوبر إن إي إس (بما في ذلك اليابانية سوبر ماريو برذرز 2 باسم ذا لوست ليفلز)، و سوبر ماريو أدفانس (2001) لـ غيم بوي أدفانس.

## إعادة الإصدار

### سوبر ماريو أدفانس
في 21 مارس 2001، تلقت سوبر ماريو برذرز 2 إصدارًا آخر، استنادًا إلى طبعة أول-ستارز، كجزء من سوبر ماريو أدفانس، والذي يحتوي أيضًا على نسخة جديدة من ماريو برذرز. تم تطوير سوبر ماريو أدفانس بواسطة نينتندو للبحث والتطوير 2، وكان عنوان إطلاق لعبة غيم بوي أدفانس. يتضمن إصدار سوبر ماريو أدفانس من سوبر ماريو برذرز 2 العديد من الميزات الجديدة مثل إضافة روبيردو، وهو روبوت بيردو، ليحل محل صائد الفئران بصفته رئيس العالم 3؛ إضافة تحدي يوشي، حيث يمكن للاعبين زيارة المراحل للبحث عن بيوش يوشي؛ ونظام جديد لتسجيل النقاط. تظهر التحسينات الرسومية والصوتية في شكل نقوش متحركة مكبرة ومجموعات متعددة الضربات وتمثيل صوتي رقمي وتغييرات أسلوبية وجمالية طفيفة مثل تغيير مستوى مقياس الصحة الافتراضي وترتيب الرئيس والخلفيات وحجم القلوب وكون الأميرة تودستوول تمت إعادة تسميته إلى «الأميرة بيتش» القياسية الآن ، وإدراج رنين لإعلان ستارز. تم إصدار اللعبة للـ فرتشول كونسول الخاص بالـ وي يو في 16 يوليو 2014 في اليابان ولاحقًا في أمريكا الشمالية في 6 نوفمبر 2014.
حصل سوبر ماريو أدفانس على جائزة المبيعات «الذهبية» من جمعية ناشري برامج الترفيه والتسلية (ELSPA)، مما يشير إلى مبيعات لا تقل عن 200000 نسخة في المملكة المتحدة.

## وصلات خارجية
- سوبر ماريو برذرز 2 على موقع IMDb (الإنجليزية)

- TGWTG video feature on the story behind Super Mario 2 and Doki Doki Panic
- Yume Kojo: Doki Doki Panic - Super Mario Wiki, the Mario encyclopedia
- BS Super Mario US
- Super Mario Bros. 2 Madness - From Doki Doki Panic to SMB2
- Yume Kōjō: Doki Doki Panic - The strange truth behind Super Mario Bros. 2
- Super Mario Bros. 2 at NinDB
- Official Super Mario Advance site
- The Secret History of Super Mario Bros. 2 at Wired.